# Coll de Clarà
El Coll de Clarà, o de Taurinyà, és una collada dels contraforts nord-orientals del Massís del Canigó, a 653,2 metres d'altitud, en el límit dels termes comunals de Clarà i Villerac i de Taurinyà, tots dos a la comarca del Conflent, de la Catalunya del Nord. Està situat a la zona oest del terme de Clarà i Villerac, a prop al sud-oest del poble de Clarà, i a l'est del de Taurinyà, a prop a l'est del poble.